# Rézfácán
A rézfácán (Syrmaticus soemmerringii) a madarak osztályának tyúkalakúak (Galliformes) rendjébe és a fácánfélék (Phasianidae) családjába tartozó faj.
Tudományos nevét Samuel Thomas von Sömmerring német tudósról kapta.

## Előfordulása
Japán mérsékelt övi erdejeinek lakója.

## Alfajai
A rézfácánnak öt földrajzilag elkülönülő alfaja van. Az alfajok színezete északról délre haladva észrevehetően változik. Az északabbi alfajok jóval világosabbak és kontrasztosabban mintázottak, míg a délebbre élők jóval sötétebbek és kevésbé mintázottak.
- Syrmaticus soemmerringii scintillans (Gould, 1866) - Honsú északi és középső részén él
- Syrmaticus soemmerringii intermedius (Kuroda, 1919) - Honsú délnyugati részén és Sikoku szigetén fordul elő
- Syrmaticus soemmerringii subrufus (Kuroda, 1919) - Honsú szigetének délkeleti felén él
- Syrmaticus soemmerringii soemmerringii (Temminck, 1830) - Kjúsú szigetének északi és középső felén él
- Syrmaticus soemmerringii ijimae (Dresser, 1902) - Kjúsú délkeleti felén fordul elő

## Megjelenése
|  |  |

A hímek testhossza 100-136 centiméter, farokhosszuk 65-98 centiméter. Szárnyfesztávolságuk 210 és 224 milliméter között mozog, testtömegük maximum 900 gramm.
A tojók farka jóval rövidebb, 17,5 és 20 centiméter, szárnyfesztávolságuk 205-225 milliméter.
Mint a fácánoknál általában, ennél a fajnál is igen kifejezett ivari dimorfizmus figyelhető meg.
A kakas színe pompás rézszínű - erről kapta a faj a nevét - mely a háton aranybarna színbe megy át. Feje, nyaka is élénk fényű rézszínű feketés csíkozottsággal. A test többi részén barnásan csíkozott. Szeme körül vöröses csupasz folt látható. Csőre szaruszínű, lábai szürkék. A tojó egyszerű földbarna színű.

## Életmódja
Erdei faj, tűlevelű és lombhullató erdőkben is megtalálható. Elsősorban hegyvidéken élő faj, a szubtrópusi övezetben a hegyekben 1500 méter magasságig fordul elő, egészen a köderdők szintjéig. Táplálkozás miatt olykor előfordul réteken és megművelt területeken is. Igen territoriális madár, revírjét még komoly teleken is csak ritkán hagyja el, nem szokott elvonulni onnan.

## Szaporodása
Mint a fácánok általában ez is poligám faj. A szaporodási időszakban - mely április elejétől június végéig tart - a kakasok sokszor komoly harcokat is vívnak a tojók kegyiért.
A párosodás után a tyúkok maguk építik meg lapos fészküket a növényzet védelmébe, ahová 6-12 tojást raknak. A fiókák 24 napos kotlás után bújnak ki a tojásokból.

## Külső hivatkozás
- Képek az interneten a fajról
- Internet Bird Collection - videók a fajról